# David Beratan
David N. Beratan (Evanston, 1958) es un químico y físico estadounidense. Profesor de química R. J. Reynolds en la Universidad Duke. Tiene nombramientos secundarios en los departamentos de Física y Bioquímica. Es el director del Centro para la síntesis de coherencia cuántica, un centro de innovación química de fase I de la NSF.

## Biografía
Recibió su licenciatura en química por la Universidad Duke en 1980. Comenzó sus estudios en teoría de la transferencia de electrones en el Instituto de Tecnología de California, donde obtuvo su doctorado en 1986 trabajando con John Hopfield. Al finalizar su doctorado, fue investigador asociado residente del Consejo Nacional de Investigación en el Laboratorio de Propulsión a Reacción y, más tarde, miembro del personal técnico, y ocupó un cargo visitante simultáneo en el Instituto Beckman de Caltech. En JPL, desarrolló el modelo de vía de túnel para la transferencia biológica de electrones (con José Onuchic) y principios generales para optimizar la respuesta no lineal de estructuras orgánicas (con Joseph W Perry y Seth Marder). En 1992, fue nombrado profesor asociado de química en la Universidad de Pittsburgh, donde fue ascendido a profesor titular en 1997. En Pittsburgh fue pionero en estudios sobre la transferencia de electrones del ADN, desarrolló los fundamentos de la teoría del diseño molecular inverso, y desarrolló estrategias para asignar las estereoquímicas absolutas de productos naturales utilizando cálculos teóricos (con Peter Wipf) de rotaciones ópticas. En 2001 fue nombrado profesor de química R. J. Reynolds en la Universidad Duke y se desempeñó como presidente del departamento de química de 2004 a 2007. En Duke, sus estudios se han centrado en nuevos sistemas de transferencia de electrones en biología, firmas de coherencia cuántica en química, interacciones huésped-huésped y diseño molecular inverso y diseño de biblioteca (con Weitao Yang).

## Publicaciones principales
(Las publicaciones que se enumeran a continuación han sido citadas más de 200 veces) 
- A Migliore, NF Polizzi, MJ Therien y DN Beratan, "Bioquímica y teoría de la transferencia de electrones acoplados a protones", Chem. Rev., 114, 3381-3465 (2014)
- A. Virshup, J. Contreras-García, P. Wipf, W. Yang y DN Beratan, “Los viajes estocásticos al espacio químico inexplorado producen una biblioteca representativa de todos los posibles compuestos similares a las drogas”, J. Am. Química. Soc. , 135, 7296-7303 (2013).
- J Contreras-García, ER Johnson, S Keinan, R Chaudret, JP Piquemal, DN Beratan y W Yang, "NCIPLOT: un programa para trazar regiones de interacción no covalentes", J. Chem. Computación teórica. , 7, 625-632 (2011)
- SS Skourtis, DH Waldeck y DN Beratan, “Fluctuaciones en reacciones de transferencia de electrones biológicas y bioinspiradas”, Annu. Rev. Phys. Química. , 61, 461-485 (2010).
- TR Prytkova, IV Kurnikov, DN Beratan, "La coherencia del acoplamiento distingue la sensibilidad de la estructura en la transferencia de electrones de proteínas", Science, 315, 622-625 (2007)
- J Lin, IA Balabin y DN Beratan, "La naturaleza de las vías de túneles acuosos entre proteínas de transferencia de electrones", Science, 310, 1311-1313 (2005)
- DN Beratan, S Priyadarshy y SM Risser, "ADN: ¿aislante o cable?", Química y biología, 4, 3-8 (1997)
- S Priyadarshy, SM Risser y DN Beratan, "El ADN no es un cable molecular: se predice una transferencia de electrones similar a una proteína para un sistema extendido de electrones π", J. Phys. Química. , 100, 17678-17682 (1996),
- JM Nocek, JS Zhou, S De Forest, S Priyadarshy, DN Beratan, JN Onuchic y BM Hoffman, "Teoría y práctica de la transferencia de electrones dentro de complejos proteína-proteína: aplicación a la unión multidominio del citocromo c por la peroxidasa del citocromo c", Química. Rev., 96, 2459-2490 (1996)
- S Priyadarshy, MJ Therien y DN Beratan, "Moléculas donante-aceptoras unidas a acetilenilo, con puentes de porfirina: un análisis teórico de la primera hiperpolarización molecular en estructuras cromóforas push-pull altamente conjugadas", J. Am. Química. Soc. , 118, 1504-1510 (1996)
- DN Beratan, JN Onuchic, JR Winkler y HB Gray, "Vías de tunelización de electrones en proteínas", Science, 258, 1740 (1992)
- JN Onuchic, DN Beratan, JR Winkler y HB Gray, "Análisis de vías de reacciones de transferencia de electrones de proteínas", 'Annu. Rev. Biofísica. Estructura. , 21, 349-377 (1992)
- DN Beratan, JN Betts y JN Onuchic, "Tasas de transferencia de electrones de proteínas establecidas por la estructura puente secundaria y terciaria", Science, 252, 1285-1288 (1991)
- SR Marder, DN Beratan y LT Cheng, "Enfoques para optimizar la primera hiperpolarizabilidad electrónica de moléculas orgánicas conjugadas", Science, 252, 103-106 (1991)
- DN Beratan, JN Onuchic, JN Betts, BE Bowler y HB Gray, "Vías de tunelización de electrones en proteínas rutenadas", J. Am. Química. Soc. , 112, 7915-7921 (1990)
- JN Onuchic y DN Beratan, "Un modelo teórico predictivo para vías de túneles de electrones en proteínas", J. Chem. Física. , 92, 722 (1990)
- DN Beratan, JN Onuchic y JJ Hopfield "Tunelización de electrones a través de vías covalentes y no covalentes en proteínas", J. Chem. Física. , 86, 4488 (1987)
- JN Onuchic, DN Beratan y JJ Hopfield, "Algunos aspectos de la dinámica de la reacción de transferencia de electrones", J. Phys. Química. , 90, 3707-3721 (1986)
- DN Beratan y JJ Hopfield, "Cálculo de elementos de matriz de tunelización en sistemas rígidos: moléculas de ditiaespirociclobutano de valencia mixta", J. Am. Química. Soc. , 106, 1584-1594 (1984)

## Premios y honores
- Premio Irving Langmuir en Física Química, Sociedad Química Estadounidense, 2024
- Premio Faraday Horizon, Real Sociedad de Química, 2023
- Medalla Edward W. Morley, Sociedad Química Estadounidense, Sección Cleveland, 2021
- Premio Cozzarelli, Actas de la Academia Nacional de Ciencias de los Estados Unidos de América, 2020
- Premio Bourke de la Real Sociedad de Química, 2019[18]
- Premio en memoria de Murray Goodman, 2018[19]
- Premio Florida, Sociedad Química Estadounidense, Sección Florida, 2017[20]
- Medalla Charles H. Herty, Sociedad Química Estadounidense, Sección de Georgia, 2015 [21]
- Premio Feynman en Nanotecnología (Teoría), Foresight Institute, 2013[22]
- Miembro electo de la Royal Society of Chemistry (2013), Sociedad Estadounidense de Química (2013), la Asociación Estadounidense para el Avance de la Ciencia (2002) y la Sociedad Estadounidense de Física (2001).
- Becario de la Fundación JS Guggenheim, 1999-2000[6]
- Cátedra visitante Ralph & Lucy Hirschmann, Universidad de Pensilvania, 2000[23]
- Joven investigador nacional de la NSF, 1992-97[24]